# Guido Burgstaller
Guido Burgstaller (ur. 29 kwietnia 1989 w Villach) – austriacki piłkarz występujący na pozycji napastnika w austriackim klubie Rapid Wiedeń oraz w reprezentacji Austrii.

## Kariera klubowa
Burgstaller karierę piłkarską rozpoczął w amatorskim klubie ASKÖ Gmünd. Następnie w 2003 podjął treningi w FC Kärnten. 6 kwietnia 2007 zadebiutował w nim w Erste Lidze w zremisowanym 0:0 wyjazdowym meczu z Austrią Lustenau. W FC Kärnten grał przez dwa lata. W 2008 Burgstaller przeszedł do Wiener Neustadt. W nowym klubie swój debiut zanotował 12 lipca 2008 w przegranym 0:3 domowym spotkaniu z Wackerem Innsbruck. W sezonie 2008/2009 awansował z Wiener Neustadt do Bundesligi. W Wiener Neustadt występował do końca sezonu 2010/2011. Latem 2011 Burgstaller został zawodnikiem Rapidu Wiedeń. W Rapidzie po raz pierwszy wystąpił 1 października 2011 w przegranym 3:4 wyjazdowym meczu z Admirą Wacker Mödling. W sezonie 2011/2012 wywalczył z Rapidem wicemistrzostwo Austrii. 
| Sezon   | Klub               | Kraj    | Rozgrywki     | Mecze | Bramki |
| ------- | ------------------ | ------- | ------------- | ----- | ------ |
| 2006/07 | FC Kärnten         | Austria | Erste Liga    | 4     | 1      |
| 2007/08 | FC Kärnten         | Austria | Erste Liga    | 29    | 1      |
| 2008/09 | SC Wiener Neustadt | Austria | Erste Liga    | 26    | 7      |
| 2009/10 | SC Wiener Neustadt | Austria | Bundesliga    | 30    | 0      |
| 2010/11 | SC Wiener Neustadt | Austria | Bundesliga    | 25    | 5      |
| 2011/12 | Rapid Wiedeń       | Austria | Bundesliga    | 23    | 7      |
| 2012/13 | Rapid Wiedeń       | Austria | Bundesliga    | 32    | 6      |
| 2013/14 | Rapid Wiedeń       | Austria | Bundesliga    | 30    | 11     |
| 2014/15 | Cardiff City       | Anglia  | Championship  | 3     | 0      |
| 2014/15 | 1. FC Nürnberg     | Niemcy  | 2. Bundesliga | 14    | 6      |
| 2015/16 | 1. FC Nürnberg     | Niemcy  | 2. Bundesliga | 33    | 13     |
| 2016/17 | 1. FC Nürnberg     | Niemcy  | 2. Bundesliga | 16    | 14     |
| 2016/17 | FC Schalke 04      | Niemcy  | Bundesliga    | 18    | 9      |
| 2017/18 | FC Schalke 04      | Niemcy  | Bundesliga    | 32    | 11     |
| 2018/19 | FC Schalke 04      | Niemcy  | Bundesliga    | 21    | 3      |
| 2019/20 | FC Schalke 04      | Niemcy  | Bundesliga    | 21    | 0      |
| 2020/21 | FC St. Pauli       | Niemcy  | 2. Bundesliga | 22    | 11     |
| 2021/22 | FC St. Pauli       | Niemcy  | 2. Bundesliga | 31    | 18     |
| 2022/23 | Rapid Wiedeń       | Austria | Bundesliga    | 8     | 2      |

## Kariera reprezentacyjna
W reprezentacji Austrii Burgstaller zadebiutował 29 lutego 2012 w wygranym 3:1 towarzyskim meczu z Finlandią, rozegranym w Klagenfurt am Wörthersee.